# Etodolaco
Etodolaco é um anti-inflamatório não esteroidal (AINE) da classe dos derivados indólicos. Assim como todo anti-inflamatório, possui ação analgésica e antipirética.

## Nomes Comerciais
No Brasil, o Etodolaco é conhecido como Flancox® do laboratório Apsen.
Em outros países a droga é vendida sobre diversos outros nomes comerciais, incluindo:
- Dualgan (Portugal)
- Eccoxolac[2] (Estados Unidos)
- Etodin (Coreia do Sul)
- Etofree (Índia)
- Etopan (Israel)
- Haipen (Japão)
- Lodine SR[3] (Estados Unidos)
- Lodine (França, Suíça)
- Proxym (S Etodolac) (Índia)